# Corina Șuteu
Corina Șuteu (ur. 18 sierpnia 1961) – rumuńska menedżer kultury, działaczka kulturalna i nauczycielka, w latach 2016–2017 minister kultury.

## Życiorys
W 1983 ukończyła studia z literatury angielskiej i rumuńskiej na Uniwersytecie Bukareszteńskim, w 1991 uzyskała magisterium z zarządzania organizacjami kulturalnymi w szkole biznesowej w Dijon. Po studiach przez cztery lata nauczała w szkole w Fogaraszu, a w latach 1987–1989 publikowała w magazynzie „Teatrul”. Po upadku komunizmu zajęła się działalnością jako menedżer kultury: od 1991 do 1993 kierowała stowarzyszeniem rumuńskich teatrów UNITER, a od 1993 do 1995 – stołecznym Theatrum Mundi. Później koordynowała kształcenie na kierunku menedżera kultury w Burgundy School of Business w Dijon (1995–2001) i na Université de Nantes (2002–2005), współtworzyła także analogiczny program ECUMEST przeznaczony dla Europy Środkowo-Wschodniej. Od 2006 do 2012 kierowała rumuńskim instytutem kulturalnym w Nowym Jorku, gdzie zainicjowała m.in. festiwal filmów rumuńskich. Działała jednocześnie jako organizatorka wydarzeń kulturalnych, członek władz organizacji kulturalnych i konsultantka. Była ekspertem międzynarodowych i krajowych programów publicznych, m.in. przy Radzie Europy i UNESCO.
W styczniu 2016 została sekretarzem stanu w ministerstwie kultury. W maju tegoż roku objęła kierownictwo tego resortu w rządzie Daciana Cioloșa. Zakończyła pełnienie tej funkcji wraz z całym gabinetem w styczniu 2017.